# One Too Many Mornings
Pistes de The Times They Are a-Changin'
With God on Our Side North Country Blues
One Too Many Mornings est une chanson de Bob Dylan, parue en 1964 sur son troisième album, The Times They Are a-Changin'. C'est l'une des rares chansons d'amour de l'album, mais elle s'inscrit dans le ton pessimiste du reste en relatant une rupture, peut-être celle de Dylan lui-même avec sa petite amie de l'époque, Suze Rotolo.
Des versions live apparaissent sur les albums Hard Rain (enregistré et paru en 1976) et Live 1966, The "Royal Albert Hall" Concert (enregistré en 1966 et paru en 1998). D'autres versions n'ont jamais connu de sortie officielle, notamment celles enregistrées en 1969 avec Johnny Cash lors des sessions de l'album Nashville Skyline.

## Reprises
- The Association en single (1965)
- The Beau Brummels en single (1966)
- Joan Baez sur l'album Any Day Now (1968)
- Burl Ives sur l'album The Times They Are a-Changin' (1968)
- Sophie Hunger sur l'album "The Danger of Light" (2012)